# Markos Vafeiadīs
Markos Vafeiadīs (IPA: [ˈmaɾkos vaˈfjaðis]) (in greco: Μάρκος Βαφειάδης; Erzurum, 21 febbraio 1906 – Atene, 23 febbraio 1992) è stato un politico, partigiano e militare greco, membro dei quadri dirigenti del partito comunista greco (KKE) durante la guerra civile greca.

## Biografia
Nato e cresciuto a Erzurum, nell'Anatolia Orientale, in una famiglia greca, a seguito della cosiddetta catastrofe dell'Asia Minore nel 1922, Vafeiadīs riparò in Grecia in qualità di rifugiato, dapprima a Salonicco e poi a Kavala. Dal 1928 operò a Salonicco come membro della Federazione dei giovani comunisti greci (OKNE). Nel 1932 fu messo in prigione e poi mandato in esilio per la sua attività politica considerata sovversiva. Dopo il suo rilascio nell'ottobre del 1933, operò in diverse località della Grecia per poter rafforzare e potenziare l'effettivo del KKE.
Agl'inizi della dittatura di Ioannis Metaxas (4 agosto del 1936) fu esiliato nell'isola di Agiostrati, ma riuscì a fuggire in meno d'un mese, dandosi alla macchia a Creta. Ivi fu uno dei principali animatori della rivolta popolare nella Canea contro il regime dittatoriale (28 luglio del 1938). Dopo la dura repressione della ribellione, si recò ad Atene, dove fu nuovamente arrestato; imprigionato da principio ad Acronauplia, venne poi tradotto in esilio nell'isola di Gavdos.
Nel maggio del 1941, durante l'invasione nazista della Grecia nel pieno della seconda guerra mondiale, fuggì da Gavdos ed entrò a far parte della resistenza, dapprima a Creta, poi ad Atene e infine a Salonicco. Nel 1942 fu eletto tra i quadri del Comitato centrale del KKE, venendo poi nominato supervisore dell'ala macedone dell'Esercito popolare greco di liberazione (Ellinikós Laïkós Apeleftherotikós Stratós - ELAS). Nel maggio del 1944, fu scelto come rappresentante di Salonicco presso il congresso nazionale del KKE che si riunì nel villaggio di Koryschades, a cui però non poté prendere parte.
Nel novembre del 1944, si trovò in disaccordo con Arīs Velouchiōtīs, uno dei comandanti dell'ELAS, che insisteva prepotentemente affinché la stessa ELAS estendesse il bersaglio delle proprie azioni partigiane anche ai britannici, vedendovi comunque una minaccia controrivoluzionaria d'abbattere, cosa che Vafeiadis riteneva invece un errore logistico-militare madornale; ciononostante, l'ELAS comunque si lanciò in quest'impresa nel mezzo delle operazioni belliche di dicembre, a cui l'ala macedone sotto l'egida di Vafeiadis, di conseguenza, rifiutò di parteciparvi.
Nel febbraio del 1946, si trovò poi in forte disaccordo anche con Nikos Zachariadīs, segretario generale del KKE, che dopo un sudatissimo quanto temporaneo cessate il fuoco con le forze nemiche premeva affinché si riprendessero immediatamente le armi per poter cogliere di sorpresa il nemico, che invece Vafeiadis riteneva infattibile sulla scorta delle loro forze. Comunque, quando le azioni ripresero nel luglio dello stesso anno, Zachariadis designò ugualmente Vafeiadīs come leader della guerriglia comunista.
Con il termine del conflitto e lo scoppio subitaneo della guerra civile greca, sorta a causa di un referendum plebiscitario, non riconosciuto dai comunisti, atto alla riconferma al potere del regime monarchico preesistente, nell'ottobre del 1946, quando fu fondato il comando generale dell'Esercito Democratico Greco (DSE), organismo militare rivoluzionario per la trasformazione della Grecia in una repubblica popolare, Vafeiadis ne assunse da subito un ruolo di primo piano in seno ai suoi quadri dirigenti e, nel dicembre del 1947, fu nominato primo ministro e ministro della guerra del Governo Democratico Provvisorio, facente capo per l'appunto alla resistenza comunista.
Durante gli ultimi fuochi della guerra civile, i suoi contrasti con Zachariadis si acuirono irrimediabilmente a causa del loro fortissimo disaccordo sulle scelte militari da prendere per l'andamento della guerra e così fu esonerato dalle sue funzioni di comando (agosto del 1948), per poi venir rimosso da tutti gli altri suoi incarichi (gennaio del 1949). Nell'ottobre del 1950, con la resistenza comunista del tutto sbaragliata dall'esercito regolare ellenico dopo circa quattro anni di conflitto armato e il conseguente esilio dei suoi militanti nei Paesi del blocco orientale, fu allontanato dal KKE mentre si trovava in isolamento nell'Unione Sovietica, anche per la sua avversione manifesta alla dirigenza stalinista del tempo, seguita ciecamente dal suo stesso partito.
Con l'inizio poi della destalinizzazione, Vafeiadīs fu riammesso nel KKE, venendone eletto tra i membri dell'ufficio politico del Comitato centrale, ma, a seguito di nuovi disaccordi con il resto della sua dirigenza, fu rimosso dal suo incarico nel gennaio del 1958 e allontanato nuovamente dal KKE nel giugno del 1964, nello stesso anno poi in cui il suo vecchio compagno stalinista Zachariadis veniva condannato dallo stesso partito quale "nemico del popolo". In seguito poi alla spaccatura in due fazioni distinte - una prosovietica e un'altra eurocomunista - venutasi a formare all'interno del partito nel 1968, fu nuovamente riammesso dai membri del cosiddetto "KKE dell'interno" (ΚΚΕ εσωτερικού), la fazione eurocomunista, divenuta nel frattempo maggioritaria.
Nel marzo del 1983 tornò dunque in Grecia dall'Unione Sovietica, dove era rimasto in esilio per ben 23 anni, dove in seguito pubblicò le sue memorie. Dal novembre del 1989 all'aprile del 1990, ricoprì la carica di deputato del Parlamento greco all'interno delle liste del PASOK, di cui era divenuto membro dopo essersi allontanato definitivamente dal KKE già nel 1983.
Morì ad Atene il 23 febbraio del 1992, per cause naturali, all'età di ottantasei anni.